# Stephen Ahorlu
Stephen Ahorlu (ur. 5 września 1988 w Kpandu) – ghański piłkarz grający na pozycji bramkarza.

## Kariera piłkarska
Przygodę z futbolem rozpoczął w 1997 w klubie Heart of Lions. Od 2007 do 2010 był podstawowym bramkarzem tego zespołu. W sumie wystąpił w tym klubie w 62 spotkaniach.
Od 2010 do 2011 był zawodnikiem izraelskiego klubu Hapoel Aszkelon. W drużynie tej zagrał w 32 spotkaniach. Po roku gry powrócił do Heart of Lions, lecz w tym samym roku został piłkarzem Medeama SC. W 2012 był wypożyczony do Emmanuel Stars FC. Od 2012 ponownie występował w Heart of Lions, w barwach których w 2015 zakończył karierę piłkarską. Od 2017 pełni rolę trenera bramkarzy w macierzystym Heart of Lions.
Ahorlu nigdy nie zadebiutował w reprezentacji Ghany. Mimo to 13 maja 2010 został powołany przez trenera Milovana Rajevaca na Mistrzostwa Świata. Podczas afrykańskiego mundialu pełnił rolę rezerwowego bramkarza, a Ghana odpadła w ćwierćfinale z Urugwajem.